# Мантена (мікрорегіон)

Мантена на карті штату Мінас-Жерайс

Мантена (порт. Microrregião de Mantena) — мікрорегіон в Бразилії, входить в штат Мінас-Жерайс. Складова частина мезорегіону Валі-ду-Ріу-Досі. Населення становить 58 957 чоловік на 2006 рік. Займає площу 1851,894 км². Густота населення — 31,8 чол./км².

## Склад мікрорегіону
До складу мікрорегіону включені наступні муніципалітети:
1. Сентрал-ді-Минас
2. Ітабірінья
3. Мантена
4. Мендіс-Піментел
5. Нова-Белен
6. Сан-Феліс-ді-Мінас
7. Сан-Жуан-ду-Мантенінья

| Бразилія | Це незавершена стаття з географії Бразилії. Ви можете допомогти проєкту, виправивши або дописавши її. |